# Baldinger Straße 33 (Nördlingen)

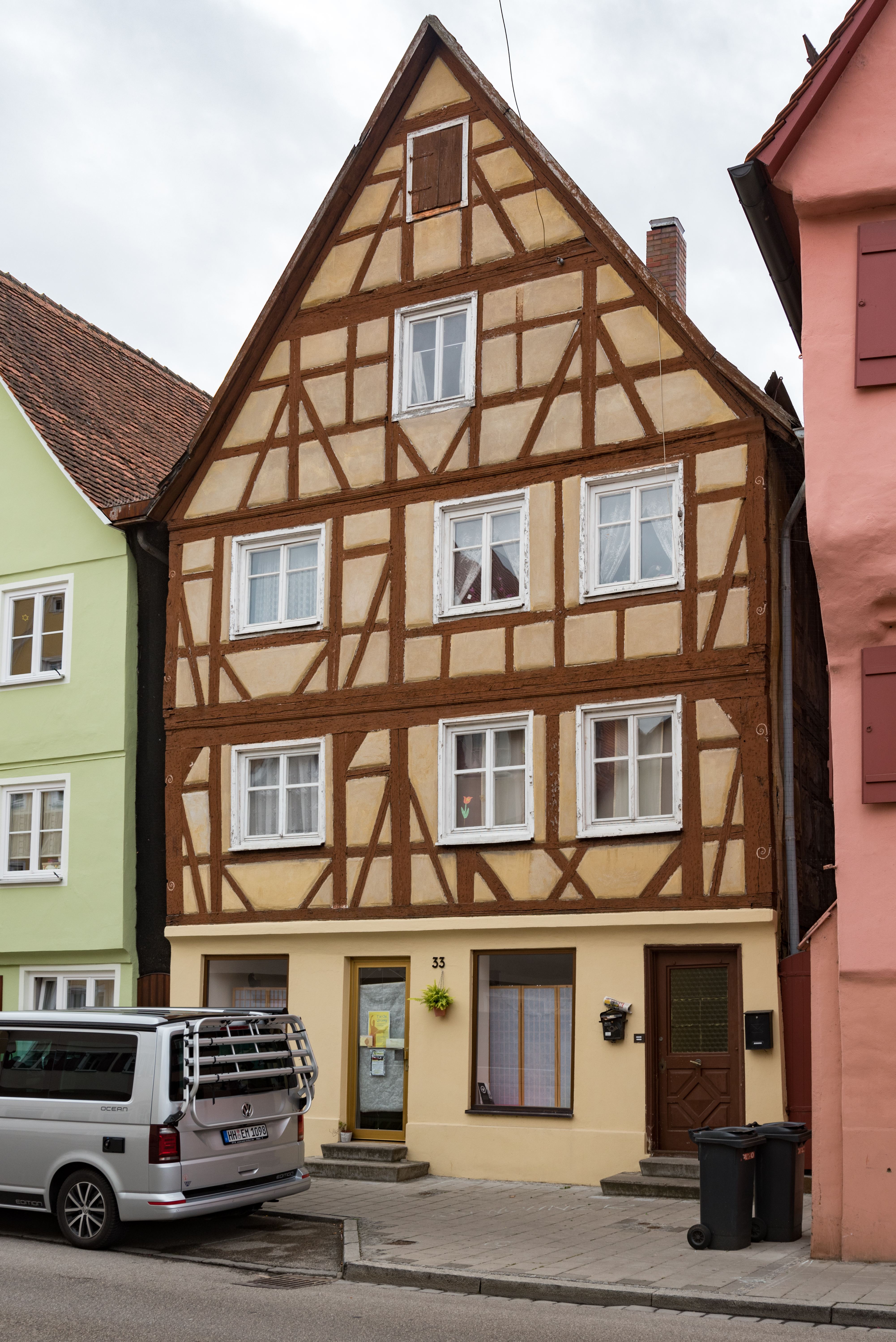
Fachwerkhaus Baldinger Straße 33 in Nördlingen

Das Gebäude Baldinger Straße 33 in Nördlingen, einer Stadt im schwäbischen Landkreis Donau-Ries in Bayern, wurde Mitte des 17. Jahrhunderts errichtet. Das Fachwerkhaus ist ein geschütztes Baudenkmal.
Das Wohn- und Geschäftshaus ist ein dreigeschossiger Giebelbau mit Satteldach und Fachwerkobergeschoss bzw. -giebel. Die einzige Ausschmückung sind die Mannfiguren.
Das Gebäude, das lange verputzt war, hat vergrößerte Fensteröffnungen, die im 18. Jahrhundert entstanden.